# North Brunswick Township (New Jersey)
North Brunswick Township – miejscowość  w hrabstwie Middlesex w stanie New Jersey w USA. Miejscowość powstała w roku 1764. Według danych z 2010 roku North Brunswick zamieszkiwało niespełna 41 tys. osób.
1870, 1910 – utracone wcześniej terytorium